# Castillo de Almere
El castillo de Almere es un castillo a medio terminar en la ciudad holandesa de Almere en la provincia de Flevoland, Países Bajos. La construcción comenzó en el 2000 pero se detuvo en 2002, por lo que el edificio se convirtió en una ruina contemporánea. Se encuentra en Oude Waterlandseweg en Almere Haven y es visible desde la autopista A6. 

## Historia
Los planes de la construcción del castillo datan de 1999. El diseño se basa en el castillo Jemeppe del siglo XIII en Hargimont Bélgica. El primer pilote se hincó el 15 de septiembre del 2000. Los costos del castillo se estimaron inicialmente en 60 millones de florines (más de 27 millones de euros), luego aumentaron a 120 millones de florines. Debido a problemas financieros, el proyecto de construcción se detuvo en 2002.
En 2005, el proyecto fue comprado por la empresa ya establecida Gravin BV. Además de un hotel y un lugar para bodas en el castillo, Gravin BV también quería construir casas en el lugar. Sin embargo, para que esto último fuera posible, fue necesario un cambio en el plan de zonificación. En 2008, el consejo municipal de Almere decidió no aceptar una propuesta en ese sentido.
Desde 2013, ha habido planes para construir un parque de diversiones llamado WitchWorld dentro y alrededor del castillo. En octubre de 2015, WitchWorld tomó una opción para comprar el castillo por 20 millones de euros de Gravin BV, con una cláusula de escape si los planes para el parque de atracciones no tenían éxito financiero o político. Dado que la financiación del parque de hecho no pudo realizarse, no se llegó a una compra real. En noviembre de 2016, a los promotores de WitchWorld se les dio más tiempo para organizar la financiación, pero todo el proyecto se detuvo en octubre de 2018.